# Gorō Yamada
Gorō Yamada (山田 午郎?, Yamada Gorō; Prefettura di Fukushima, 3 marzo 1894 – Tokyo, 9 marzo 1958) è stato un allenatore di calcio e calciatore giapponese, di ruolo centrocampista.